# Коромандельский филин
Короманде́льский фи́лин, или тёмный филин (лат. Ketupa coromanda) — вид птиц рода рыбных филинов семейства совиных, обитающий в Южной и Юго-Восточной Азии. Выделяют два подвида.

## Описание
Коромандельский филин — птица средних размеров (48—53 см), с бледно-коричневым или серым оперением и оранжевыми глазами. Лицевой диск беловатый с тёмными прожилками и отчётливой узкой тёмной каймой. Радужная оболочка глаз ярко-жёлтая. Клюв свинцово-синего цвета, когти тёмно-коричневые. Характерной чертой этих птиц также являются крупные, близко посаженые перьевые «ушки».

## Распространение и образ жизни
Основной ареал коромандельского филина располагается на индийском субконтиненте и протянулся от Пакистана через Индию до Бангладеш и Бирмы. Наблюдался также в Юго-Восточном Китае и Малайском полуострове. Селится в основном в плотных низменных лесах или водно-болотных угодьях. Часто селится недалеко от людей и предпочитает места вблизи от воды.
Преимущественно ночной хищник, но, в отличие от других сов, часто охотится днём, особенно в пасмурную и дождливую погоду. Охотится на мелких млекопитающих, рептилий, птиц и насекомых. Существенную долю его рациона занимают вороны. Сезон размножения проходит с ноября по апрель и варьирует в разных регионах. Используют брошенные гнёзда других птиц. Самка откладывает от одного до четырёх белых яиц. Яйца откладываются в разное время, в результате чего часто наблюдается сильный разрыв в развитии птенцов и выживает, как правило, только старший.
Описаны два подвида:
- Ketupa coromanda coromanda — Пакистан, Индия, Ассам, южный Непал и Бангладеш.
- Ketupa coromanda klossii — южный Китай, Бирма и западный Таиланд.

## Галерея

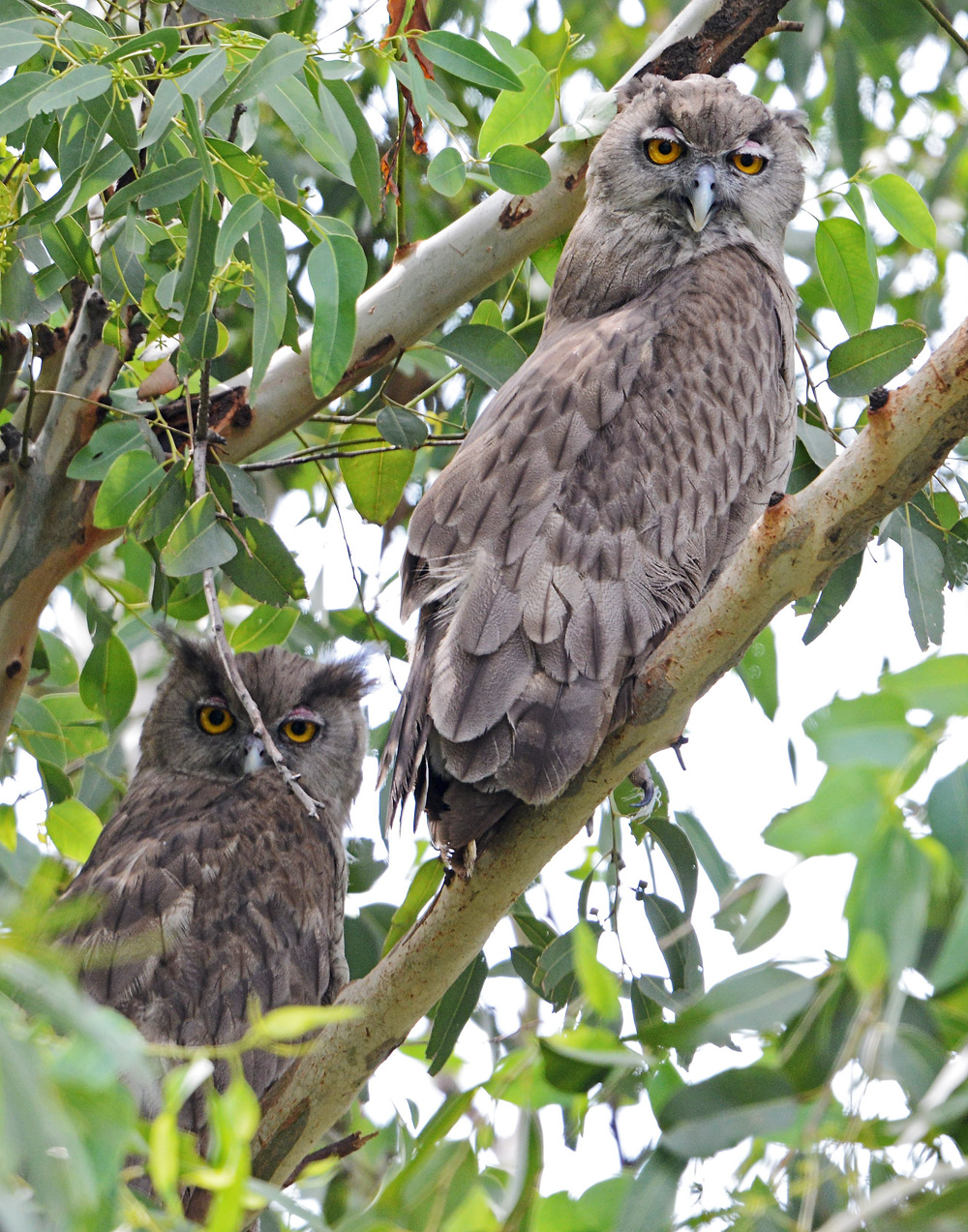
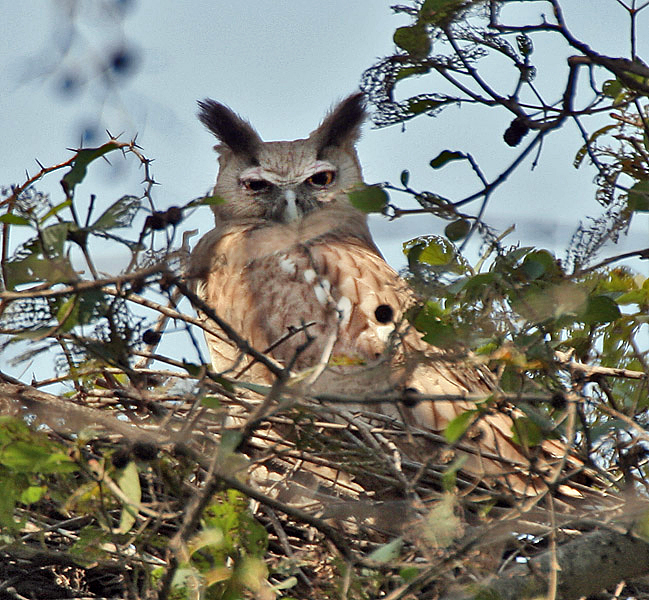